# La Marina del Prat Vermell
La Marina del Prat Vermell (en español La Marina del Prado Rojo) es uno de los barrios que componen el distrito de Sants-Montjuic de Barcelona. El nombre proviene de los campos que ocupaban este sector bajo de la Marina de Sants. Este barrio es un barrio de nueva planta que se está desarrollando entre el otro sector de la Marina de Sants, La Marina de Port, y la zona industrial de la Zona Franca.
El nuevo barrio tendrá unos 30 000 habitantes y ocupará unas 80 hectáreas de terrenos que hoy son industriales. La accesibilidad al barrio cuenta con diversas líneas de autobús urbano de Barcelona, y también la línea 10 del Metro de Barcelona.
El pulmón verde del barrio es el parque de las Trece Rosas, inaugurado en 2024. El nombre fue elegido por consulta popular entre los habitantes del barrio.